# Tage Sjöberg (handbollsspelare)
Tage Bernhard Sjöberg, född 18 december 1912 i Göteborgs Oskar Fredrik, död 7 december 1995 i Johanneberg, var en svensk polisman och handbollsspelare.

## Karriär
Sjöberg började spela handboll 1929, som centerhalv i A:2:s militärlag och har från 1932 spelat i Redbergslids IK där han spelat som center (mittsexa) till 1942. Mellan 1942 och 1948 spelade han sedan för Göteborgs polismäns IF.

### Landslagskarriär
Tage Sjöberg spelade under åren 1935 till 1939 12 landskamper för Sverige mot Danmark, Tyskland, Österrike, Holland, Rumänien, Ungern och Schweiz. 6 av landskamperna spelades utomhus och utomhus var Tage Sjöberg mållös. 6 spelades inomhus och då stod han för 4 mål. Han är Stor Grabb.  Landslagsdebut i Magdeburg mot Tyskland utomhus i en 3-21-förlust. Tage Sjöberg spelade sedan också VM utomhus 1938 för Sverige. Sista landskampen var inomhus  mot Tyskland 1939 i Breslau i Jahrhunderthalle inför 5000 åskådare. Planen var stor 50 x 23 meter (nutida mått 40 x 20m) och underlaget bonad parkett (dansgolv) och det gynnade tyskarna som vann 16-7.

### Tränarkarriär och civilt
1949 började han som tränare först för IK Heim, men bytte året efter till Redbergslids IK. Tage Sjöberg var kriminalassistent vid Göteborgspolisen.

## Klubbar
- A:2:s militärlag  (1929-1932)
- Redbergslids IK  (1932-1942)
- Göteborgs polismäns IF (1942-1948)

## Meriter
- SM-guld med Redbergslids IK 1932-1933